# イプシランティ自動車歴史博物館
イプシランティ自動車歴史博物館  (イプシランティじどうしゃれきしはくぶつかん Ypsilanti Automotive Heritage Museum)はミシガン州イプシランティにあるユニークな自動車博物館。ウィローラン工場とハドソン・モーター・カー・カンパニーが製造した自動車のふるさとである。コレクションとしてファビュラス・ハドソン・ホーネット(Fabulous Hudson Hornet)の実車や映画タッカー(Tucker: The Man and His Dream)のセットなどが展示されている。
「モーターシティ自動車全国歴史地区(Motor Cities Automotive National Heritage Area)」の一角に位置している。
博物館のキュレーターであるジャック・ミラーはハドソン車レストアの達人として有名な人物で、ハドソン車レストアをおこなうコレクター達の部品探しを定期的に手伝っている。